# Hieronim Barczak
Hieronim Barczak, né le 27 septembre 1953, est un footballeur polonais. Il était défenseur.

## Carrière

### En club
Sa carrière a commencé en 1967 au Polonia Poznań. Plus tard, en 1972, il signe au Lech Poznań, avec lequel il joue quatorze saisons. Ancien capitaine de l'équipe, il a disputé 438 rencontres, dont 167 consécutives, ce qui est un record pour le club. Durant toute sa carrière, il aura inscrit un unique but avec Poznań.
En 1986, il désire connaître une nouvelle aventure, et signe au FF Södertälje en Suède, avant de prendre sa retraite deux ans plus tard.

### En sélection
En 1980, il a connu huit sélections avec la Pologne.

### Palmarès
- Finaliste de la Coupe de Pologne : 1980
- Vainqueur de la Coupe de Pologne : 1982 et 1984
- Champion de Pologne : 1983 et 1984
- Finaliste de la Supercoupe de Pologne : 1983

### Entraîneur
Depuis 2008, il est l'entraîneur du Luboński FC, petit club de quatrième division basé à Luboń.